# International HapMap Project
Das Ziel des International HapMap Projects ist die Kartographierung der Haplotypen des menschlichen Genoms. Diese HapMap soll die Muster genetischer Variation des Menschen beschreiben.
Das Projekt ist eine Zusammenarbeit von akademischen Forschern, nichtkommerziellen biomedizinischen Forschungsgruppen und Unternehmen in Japan, Großbritannien, Kanada, China, Nigeria und den USA.
Es wird angenommen, dass die HapMap eine Schlüsselkomponente zur Identifikation von Genen darstellt, insbesondere solchen, die Einfluss auf die menschliche Gesundheit oder die Reaktion auf Umweltreize und Medikamente ausüben. Die Ergebnisse des Projekts werden Forschern weltweit zur Verfügung gestellt.
Das International HapMap Project begann offiziell mit einer Konferenz am 27.–29. Oktober 2002 und war für eine Dauer von drei Jahren geplant. Es besteht aus zwei Phasen; die Ergebnisse der Phase I wurden am 27. Oktober 2005 veröffentlicht. Der Abschluss der Arbeiten wird eine Vielzahl von Arbeiten ermöglichen, so werden beispielsweise die japanischen Arbeitsgruppen 300.000 Personen untersuchen, um die Haplotypen für 47 Krankheiten zu identifizieren. Die britischen Arbeitsgruppen hingegen wollen versuchen, eine Genotypisierung von Patienten mit Diabetes mellitus, bipolarer Störung, rheumatoider Arthritis, Herzerkrankungen und anderen häufigen Krankheiten durchzuführen.

## Bedeutung der Untersuchung genetischer Variation
Die meisten verbreiteten Krankheiten wie Diabetes, Krebs, Schlaganfälle, Depressionen oder Asthma werden durch eine Vielzahl Gene und Umweltfaktoren beeinflusst. Obwohl sich Menschen untereinander nur durch etwa 0,1 % ihrer DNA unterscheiden, beeinflusst diese Variation Krankheitsrisiken und die Wirksamkeit von Medikamenten. Die Erforschung dieser Variation bietet daher eine Möglichkeit, die komplexen Ursachen menschlicher Krankheiten zu verstehen.
Hierzu vergleichen Forscher eine Gruppe von erkrankten Personen mit einer Gruppe nicht erkrankter Personen. Diejenigen Chromosomen-Bereiche, in denen die Gruppen in der Haplotyp-Häufigkeit voneinander abweichen, könnten Gene enthalten, welche die Krankheit beeinflussen. Theoretisch könnten Forscher hierzu die gesamten genetischen Abweichungen von jeweils einem Basenpaar (die sogenannten Einzelnukleotid-Polymorphismen, SNP) genotypisieren. Allerdings sind diese Methoden beim derzeitigen Stand der Technik zu kostspielig. Die HapMap soll die weitaus kleinere Menge spezieller Markierungs-SNPs identifizieren, mit denen ein Großteil der genetischen Variationsmuster extrahiert werden kann.

## Untersuchte Völker
Die meisten verbreiteten Haplotypen treten in allen menschlichen Völkern auf, jedoch nicht in gleicher Häufigkeit. Aus diesem Grunde ist zur Identifizierung der Markierungs-SNPs die Datenerhebung aus mehreren Gruppen notwendig. Pilotprojekte fanden eine hinreichende Streuung der Haplotyphäufigkeiten in Proben aus Nigeria (Yoruba), Japan, China und den Vereinigten Staaten um eine Beschränkung der HapMap-Untersuchungen auf diese Bevölkerungsgruppen zu rechtfertigen. Ein parallel laufendes Projekt untersucht die Haplotypen anderer Völker, um den Nutzen detaillierterer Untersuchung für die HapMap einzuschätzen.
Die DNA-Proben für die HapMap stammen von insgesamt 270 Personen: jeweils 30 Elternpaare mit erwachsenem Kind von den Yoruba in Ibadan (Nigeria) und aus den USA, sowie jeweils 45 nicht verwandte Personen aus Tokio (Japan) und Peking (China). Mit dieser Auswahl sollte es möglich sein, alle Haplotypen zu identifizieren, die mit mindestens 5 % Häufigkeit vorkommen.

## Ethische Fragen
Das Projekt wirft eine Reihe ethischer Fragen auf. Die Proben werden jedoch so gesammelt, dass zwar eine geographische Zuordnung möglich ist, der Spender selbst jedoch nicht identifiziert werden kann. Auf diesem Wege kann auch die Haplotyp-Häufigkeit einzelner Völker festgehalten und zwischen diesen verglichen werden. Es besteht hierdurch das Risiko einer Stigmatisierung oder Diskriminierung, falls eine besondere Häufung krankheitsbegünstigender Haplotypen einer bestimmten ethnischen Herkunft zugeordnet werden kann.

## Wissenschaftliche Strategie
Zur Entwicklung der HapMap werden zumindest eine Million SNPs des menschlichen Genoms genotypisiert. Zu Beginn des Projekts befanden sich etwa 2,8 Millionen SNPs in der öffentlichen Datenbank dbSNP. Viele Chromosomenbereiche wiesen jedoch nur wenige SNPs auf, von denen manche zu selten auftraten um wirklich aussagekräftig zu sein. Weitere 2,8 Millionen wurden bis September 2003 ausgemacht.
Die Genotypisierung wird durch zehn Zentren in Kanada, China, Japan, Großbritannien und den USA ausgeführt. Jedes Zentrum untersucht dabei bestimmte Chromosomen. Es werden hierzu fünf verschiedene Techniken der Genotypisierung angewandt. Die anfängliche HapMap soll eine Karte von 600.000 gleichmäßig über das Genom verteilten SNPs liefern, was einer Dichte von etwa einem SNP pro 5,000 Basenpaaren entspricht. Weitere SNPs werden zur Definition der Haplotypen typisiert. Die Qualität der Typisierung wird durch gegenseitige Überprüfung gleicher Proben gewährleistet.

## Zugriff auf die Daten und Urheberrecht
Die Forschungsergebnisse werden gemeinfrei der wissenschaftlichen Öffentlichkeit zur Verfügung gestellt.
Die neuen SNPs, Proben zur Genotypisierung und die Häufigkeit von SNP-Allelen, Genotypen und Haplotypen werden kurz nach Identifikation veröffentlicht. Sobald die SNPs hinreichend typisiert sind, um assoziierte Regionen zu definieren, werden die hiervon umfassten Haplotypen, Genotype und Markierungs-SNPs der Öffentlichkeit ohne Einschränkungen zur Verfügung gestellt. Bis zu diesem Zeitpunkt sind die individuellen Genotypdaten unter einer minimalen Datenschutzrichtlinie verfügbar, welche hauptsächlich eine kontrollierte Weitergabe und die Nichtbeschränkung des Zugriffs für andere gewährleistet.

## Einstellung der Homepage und Nachfolgeprojekt
Die offizielle Homepage des HapMap-Projektes wurde vom National Center for Biotechnology Information (NCBI) der USA betreut. Das Institut hat die Pflege der Daten zum Juni 2016 eingestellt, da die Webseite und die Daten seit 2011 immer weniger aufgerufen wurden. NCBI verweist stattdessen auf das 1000-Genome-Projekt, welches als Nachfolger betrachtet werden kann.